# 슈프로이어호프 거리

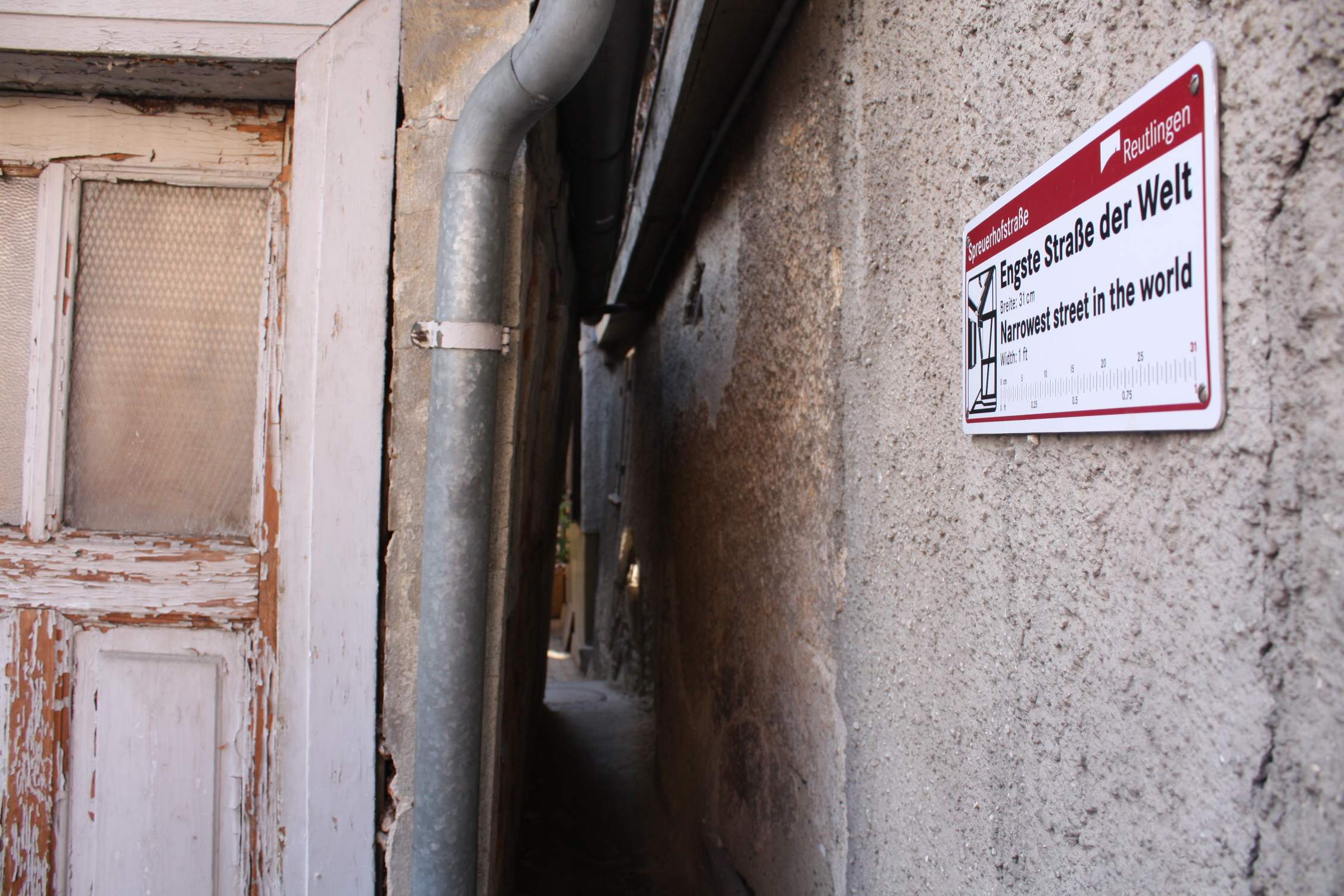
세계 기록 표지판과 도로 전경

슈프로이어호프 거리(독일어: Spreuerhofstraße 슈프로이어호프슈트라세[*])는 독일 바덴뷔르템베르크주 로이틀링겐에 있는 거리로 세계에서 가장 좁은 거리이다. 거리의 전체 길이는 3.8m이며 폭이 가장 좁은 곳은 31cm, 가장 넓은 곳은 50cm에 이른다. 1726년 도시 전체에 화재가 나고 시 당국이 1727년에 도시를 재건 할 때 도로가 만들어졌다. 이 도로는 시 당국에 의해 '시도 제 77호선'으로 지정되었다.